# Tunø
Tunø es una isla de Dinamarca, situada en el estrecho de Kattegat, cerca de Samsø.
La isla ocupa una superficie de 3,52 km², y alberga una población de 114 habitantes en 2016.
Administrativamente, la isla es parte del municipio de Odder. Está conectada con la península de Jutlandia por un servicio de ferry desde el puerto, al este de la ciudad de Tunø, con la ciudad de Hov.
La otra ciudad de la isla es Løkkegårde.